# كارثة مطار تنريفه
كارثة مطار تنريفه حدثت في يوم الأحد 27 من مارس 1977 عندما اصطدمت طائرتان من نوع بوينغ 747 على مدرج مطار لوس روديوس (الآن مطار تنريفه الشمالي) في جزيرة تنريفه واحدة من جزر الكناري الإسبانية، الحادث يعتبر الأسوأ في تاريخ الطيران بسقوط 583 قتيل.
بعد انفجار قنبلة بمطار غران كناريا، العديد من الطائرات تم توجيهها نحو مطار تنريفه، من بينهم كانت طائرتا الخطوط الجوية الملكية الهولندية الرحلة 4805 و خطوط بان أمريكان العالمية الرحلة 1736، و هما المتسببتين في الحادث، التهديد الثاني للقنبلة أجبر سلطات مطار لوس روديوس على غلق المطار مؤقتا لإجراء عمليات البحث، الأمر الذي أرغم الطائرات على التوجه نحو المطار الصغير في تنريفه، فأرغم مراقبو الحركة الجوية على تجميع الطائرات على ممر الطائرات الرئيسي المؤدي للمدرج، و بالتالي غلقه فازداد الأمر أكثر تعقيدا، في حين مطار غران كناريا لم يفتح بعد من قبل السلطات، كان الضباب يزداد كثافة أكثر فأكثر، فأصبحت الرؤية صعبة أكثر.
عندما تم افتتاح مطار غران كناريا، كانت الطائرات تغلق الممر المؤدي للمدرج فأرغمت طائرتي البوينغ 747 في مطار لوس روديوس على الانتقال نحو المدرج في الممر الوحيد المتوفر من أجل الإقلاع نحو مطار غران كناريا، الضباب كان كثيفا إذ لم يكن بمقدور الطيارين رؤية بعضهما في طائرتي البوينغ 747، و انطبق الأمر نفسه على مراقب الحركة الجوية في برج المراقبة، فلم يستطع رؤية لا المدرج و لا طائرتي البوينغ، و بما أن المطار لا يحتوي على رادار أرضي فكان المراقب يستنجد بالراديو لتحديد مكان الطائرتين، و نتيجة لسوء الفهم بين الطائرتين و برج المراقبة، فحاولت طائرة الخطوط الجوية الهولندية الإقلاع بينما كانت طائرة بان أم متوقفة على المدرج، فوقعت الكارثة على المدرج مما تسبب في موت كل من كان على الطائرة الهولندية البالغ عددهم 248 ، و 335 من أصل 396 شخص ممن كانوا على طائرة بان أم الأمريكية ، 61 شخص ممن كانوا على طائرة بان أميريكان نجوا بمن فيهم طياري و مهندس الرحلة.

## عواقب
جرت تغييرات شاملة على القواعد العالمية للخطوط الجوية وعلى الطائرات كنتيجة للحادث. واستحدثت سلطات الطيران حول العالم شروطاً خاصة بالعبارات المعيارية المستخدمة وشددت على الأهمية الكبيرة لاعتماد اللغة الإنجليزية بوصفها لغة العمل المتداولة في قطاع الطيران حول العالم.
لا يجب قبول تعليمات حركة الملاحة الجوية فقط باللجوء إلى عبارات دارجة على غرار «أوكي».

## النصب التذكارية

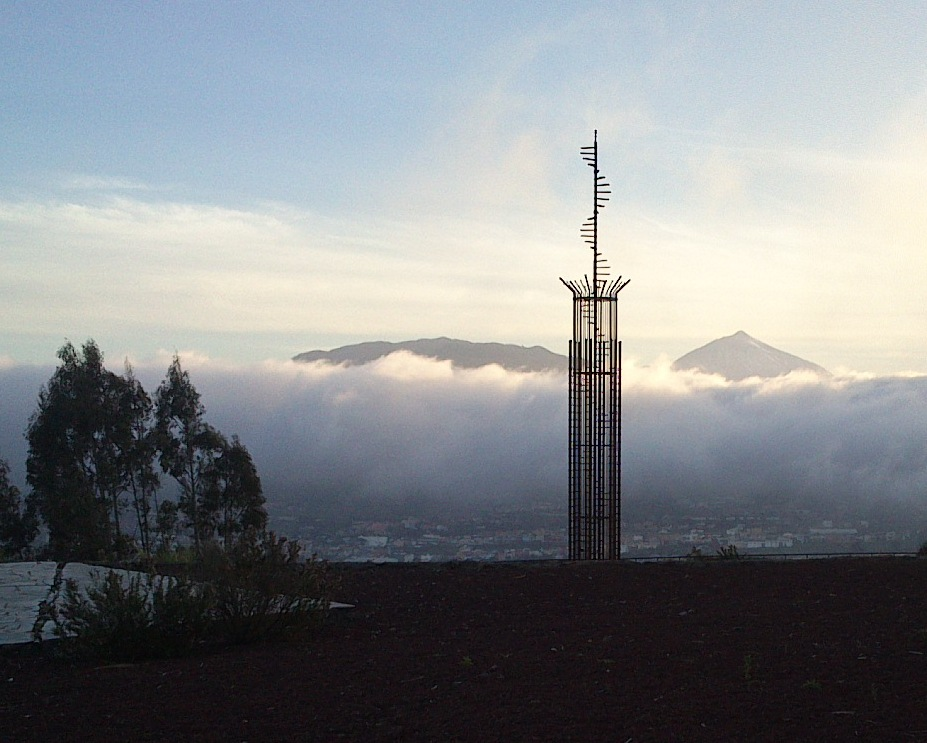
نصب تذكاري لضحايا الكارثة في تنريفي

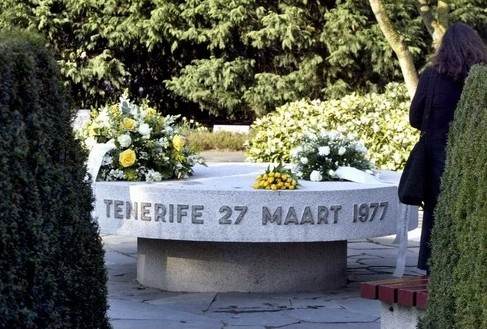
نصب تذكاري في مقبرة ويستغارد بأمستردام

أقيم نصب تذكاري وطني ومرقد ضحايا طائرة الخطوط الجوية الملكية الهولندية في مقبرة ويستغارد بأمستردام. كما يوجد نصب تذكاري بالحديقة التذكارية في مدينة ويستمينستير بولاية كاليفورنيا الأمريكية.
خلال الذكرى الثلاثين للكارثة عام 2007 أقيم أول لقاء تذكاري للمرة الأولى للأقارب الهولندين والأمريكيين والمساهمين في الإنقاذ من تنريفه وقد عقد في سانتا كروز. كما افتتح نصب تذكاري للضحايا في نواحي سان كريستوبال دي لا لاغونا بتاريخ 27 مارس عام 2007، وقد قام النحات الهولندي رودي فان دي فنت بتصميم النصب.